# Ford-Werke

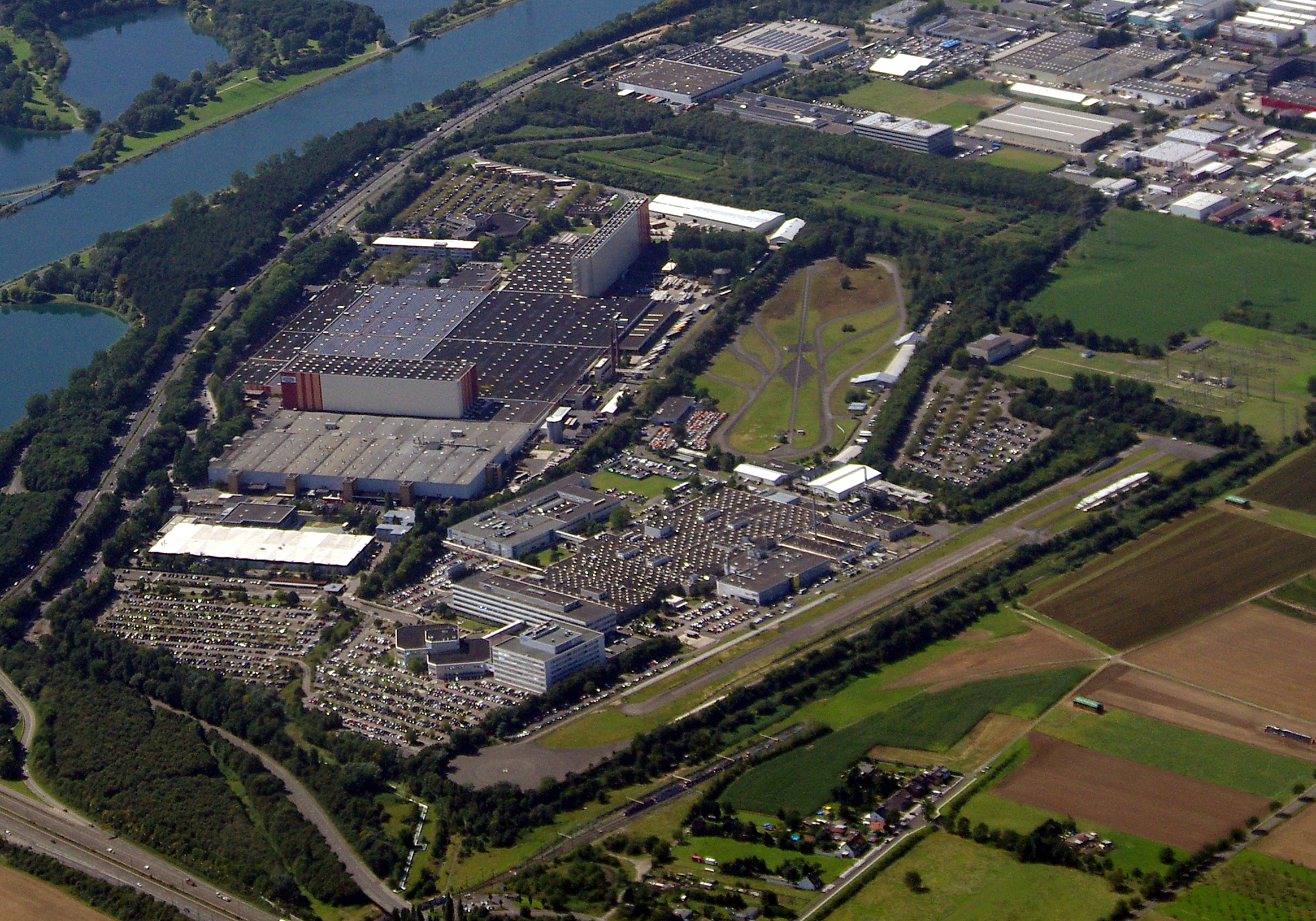
Centro ricerca e sviluppo Ford of Europe a Köln-Merkenich (2012)

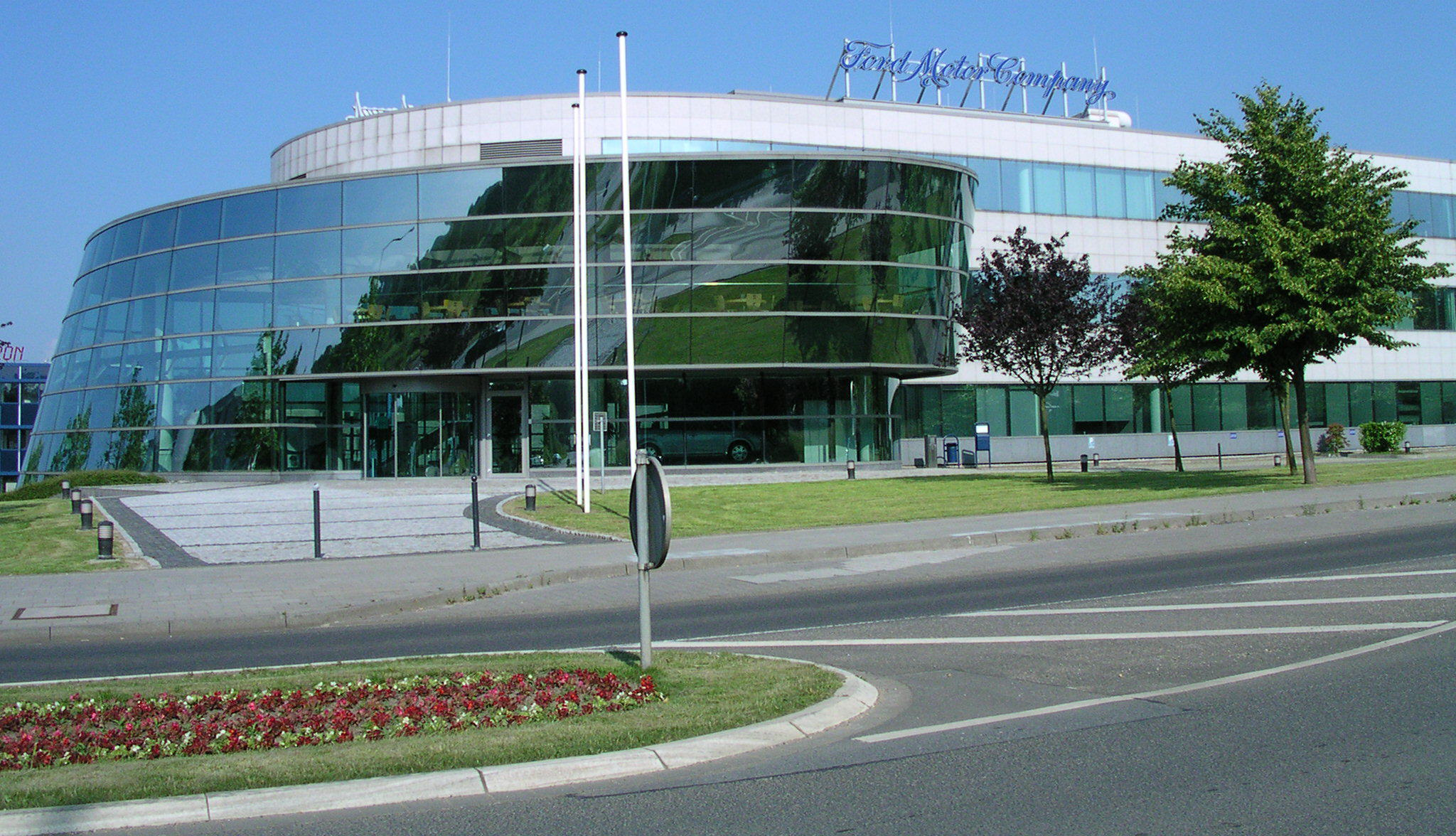
Centro ricerche Ford ad Aquisgrana (2006)

La Ford-Werke GmbH è una società dipendente dalla statunitense Ford Motor Company. La sede della Ford-Werke GmbH è a Colonia (Germania) ed è anche la sede della Ford of Europe dal 1998.
A metà 2024 il centro ricerche Ford-Forschungszentrum di Aquisgrana viene chiuso dopo 30 anni.

## Storia

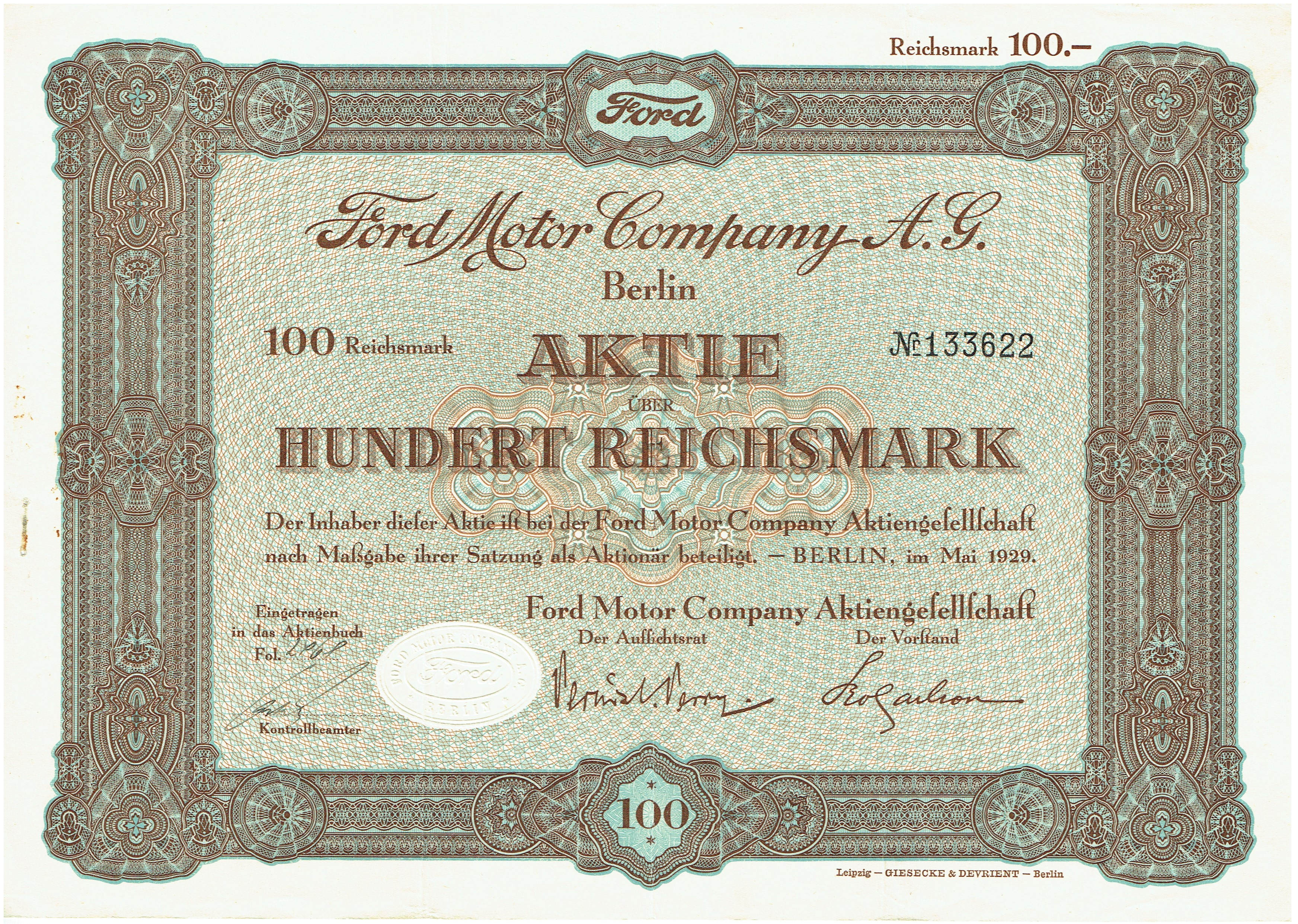
Azione di oltre 100 RM della Ford Motor Company AG del maggio 1929

### Fondazione a Berlino
Il 18 agosto 1925, durante la Repubblica di Weimar, viene registrata la Ford Motor Company Aktiengesellschaft presso la camera di commercio di Berlino. Il 2 gennaio 1926 la società affitta il capannone Lagerhalle 2 dalla BEHALA presso il porto Westhafen (Berlino) nel quartiere Moabit. Fino a 300 persone vi lavorarono, e dall'9 aprile iniziarono a produrre la Ford Modello T con pezzi arrivati via ferrovia, Berliner Ringbahn. Dal 1928 venne prodotto anche la Ford Model A (1927). Vennero prodotte 37.000 automobili fino all'aprile 1931, anno di creazione dello stabilimento Ford di Colonia.
I dazi di importazione di prodotti finiti rendevano più conveniente la produzione in loco con pezzi spediti dalla casa madre, tale pratica è detta Completely Knocked Down.

### Lo stabilimento di Colonia
Il 28 ottobre 1929 il sindaco di Colonia Oberbürgermeister Konrad Adenauer sigla l'accordo per la creazione della fabbrica Ford-Werke su 170.000 metri quadrati nel quartiere Niehl. Verrà pagato un prezzo di 12 milioni di Reichsmark. La previsione è di produrre 250.000 veicoli l'anno. Viene spostata la sede da Berlino a Colonia nel 1930. Henry Ford venne il 2 ottobre 1930 a vedere il terreno dove sorgerà la fabbrica. Il 4 maggio 1931 con 619 operai iniziò la produzione della Ford Model A (1927). Solo tre settimane dopo la produzione si fermò per colpa della grande depressione e della crisi bancaria. Presto riprese la produzione e nel 1931 vennero prodotte 6.000 auto. Nel 1932 venne prodotto Ford Modell B negli USA; nell'estate 1932 la prima Ford B con il nome "Ford Rheinland" uscì dallo stabilimento di Colonia.